# RFXANK
RFXANK (англ. Regulatory factor X associated ankyrin containing protein) – білок, який кодується однойменним геном, розташованим у людей на короткому плечі 19-ї хромосоми. Довжина поліпептидного ланцюга білка становить 260 амінокислот, а молекулярна маса — 28 102.
| 10         |  | 20         |  | 30         |  | 40         |  | 50         |
| ---------- |  | ---------- |  | ---------- |  | ---------- |  | ---------- |
| MELTQPAEDL |  | IQTQQTPASE |  | LGDPEDPGEE |  | AADGSDTVVL |  | SLFPCTPEPV |
| NPEPDASVSS |  | PQAGSSLKHS |  | TTLTNRQRGN |  | EVSALPATLD |  | SLSIHQLAAQ |
| GELDQLKEHL |  | RKGDNLVNKP |  | DERGFTPLIW |  | ASAFGEIETV |  | RFLLEWGADP |
| HILAKERESA |  | LSLASTGGYT |  | DIVGLLLERD |  | VDINIYDWNG |  | GTPLLYAVRG |
| NHVKCVEALL |  | ARGADLTTEA |  | DSGYTPMDLA |  | VALGYRKVQQ |  | VIENHILKLF |
| QSNLVPADPE |  |            |  |            |  |            |  |            |

A: Аланін

C: Цистеїн

D: Аспарагінова кислота

E: Глутамінова кислота

F: Фенілаланін

G: Гліцин

H: Гістидин

I: Ізолейцин

K: Лізин

L: Лейцин

M: Метіонін

N: Аспарагін

P: Пролін

Q: Глутамін

R: Аргінін

S: Серин

T: Треонін

V: Валін

W: Триптофан

Кодований геном білок за функцією належить до активаторів. 
Задіяний у таких біологічних процесах, як транскрипція, регуляція транскрипції, альтернативний сплайсинг. 
Білок має сайт для зв'язування з ДНК. 
Локалізований у цитоплазмі, ядрі.